# 27-ма окрема бригада радіаційно-хімічно-біологічного захисту (РФ)
27-ма окрема бригада радіаційного, хімічного й біологічного захисту — формування Військ РХБЗ Збройних сил Російської Федерації. Бригада дислокується в Курській області.
Умовне найменування — Військова частина № 11262 (в/ч 11262). Скорочене найменування — 27-ма обррхбз.
З'єднання входить до складу Західного військового округу. Формування з'єднання розпочато 1 грудня 1987 року.

## Опис
Завданням формування є захист об'єктів і військ від впливу наслідків зброї масового ураження. Крім цього 27-ма окрема бригада РХБЗ займається ліквідацією боєприпасів й наслідків техногенних аварій та лісових пожеж. Навчання проходять на Шиханському полігоні. На 2017 рік особовий склад на 80 % складався з військовослужбовців за контрактом.

## Історія
Бригада сформована на базі 1045-го навчального територіального центру Московського військового округу у складі Хімічних військ СРСР з метою забезпечення захисту населення, ефективності роботи по ліквідації наслідків можливих аварій, катастроф і стихійних лих, ліквідації їх наслідків, підвищення готовності військ РХБЗ до дій у надзвичайних умовах.

## Спорядження

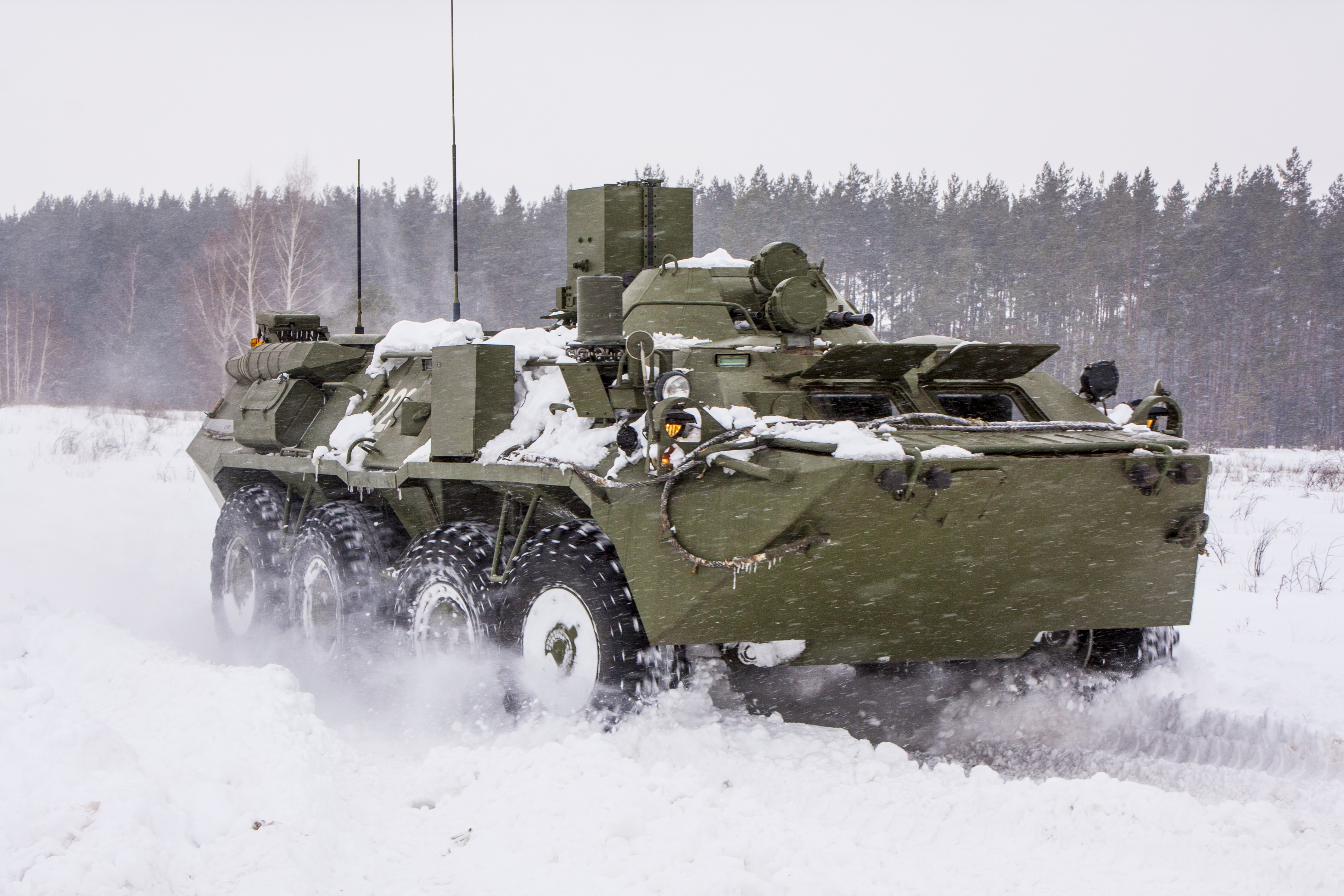
РХМ-6
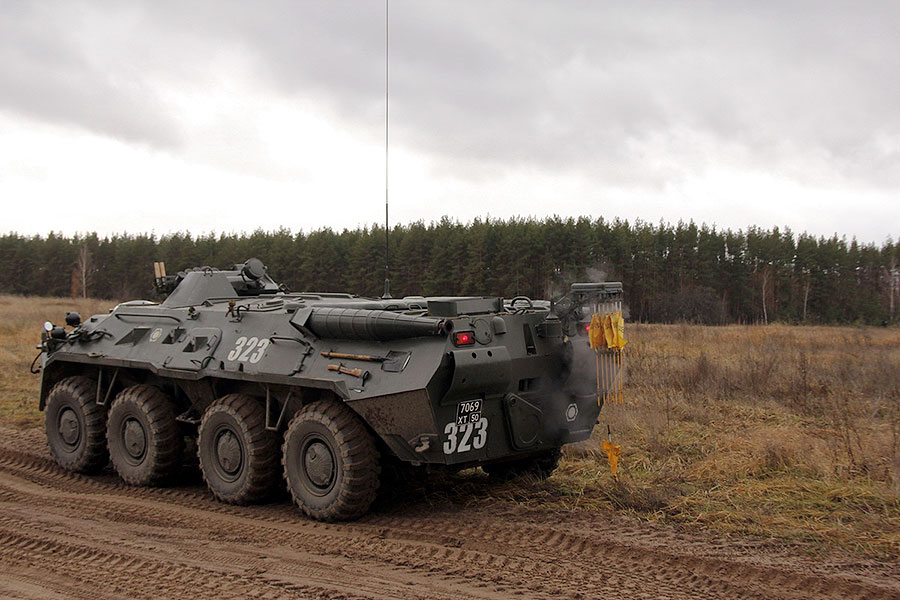
РХМ-4
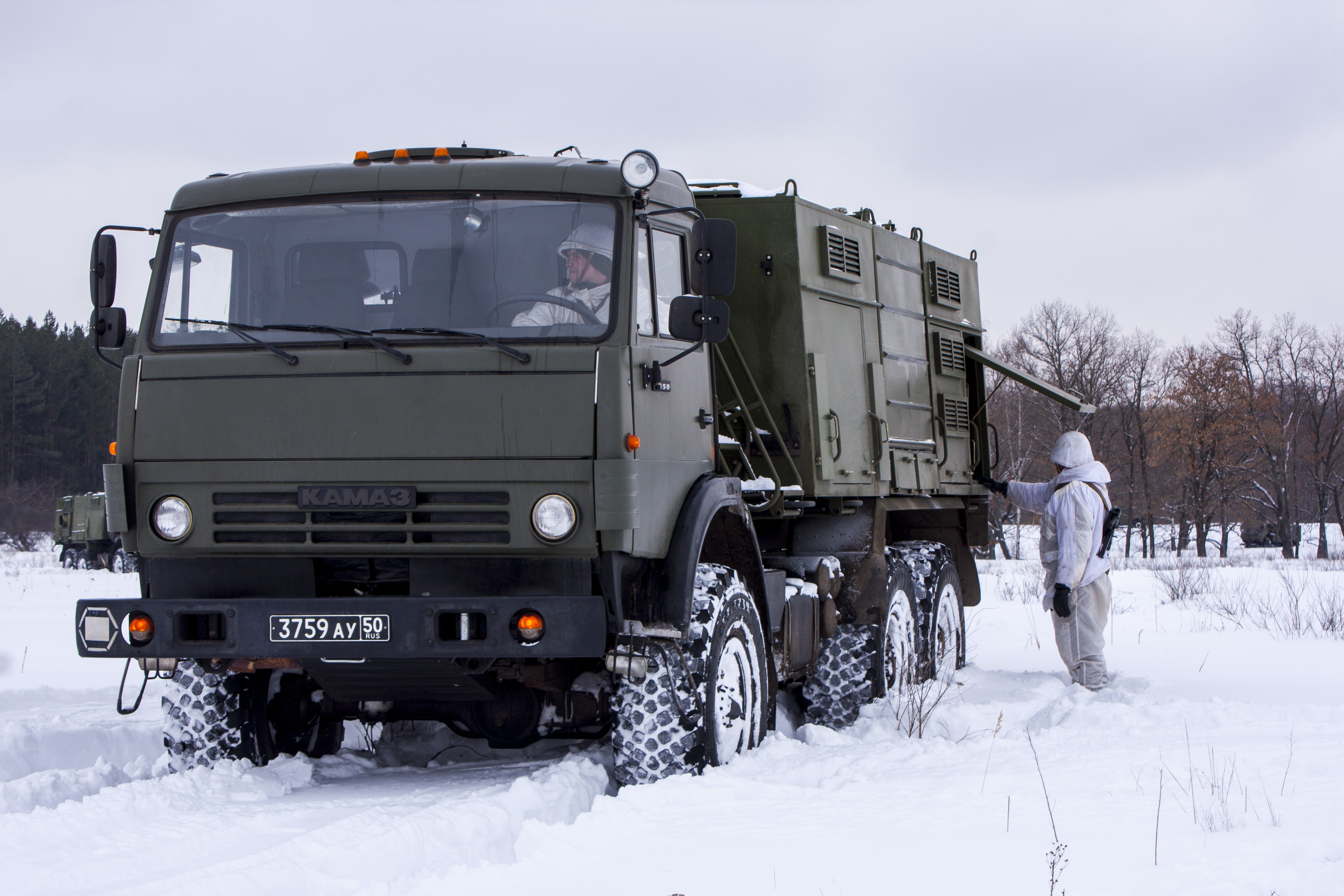
ТДА-3
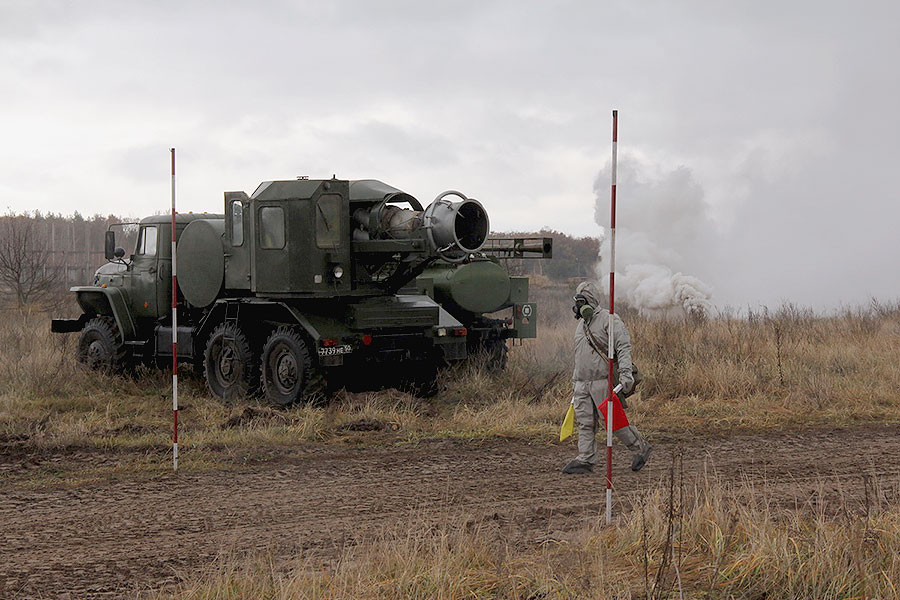
ТМС-65Д
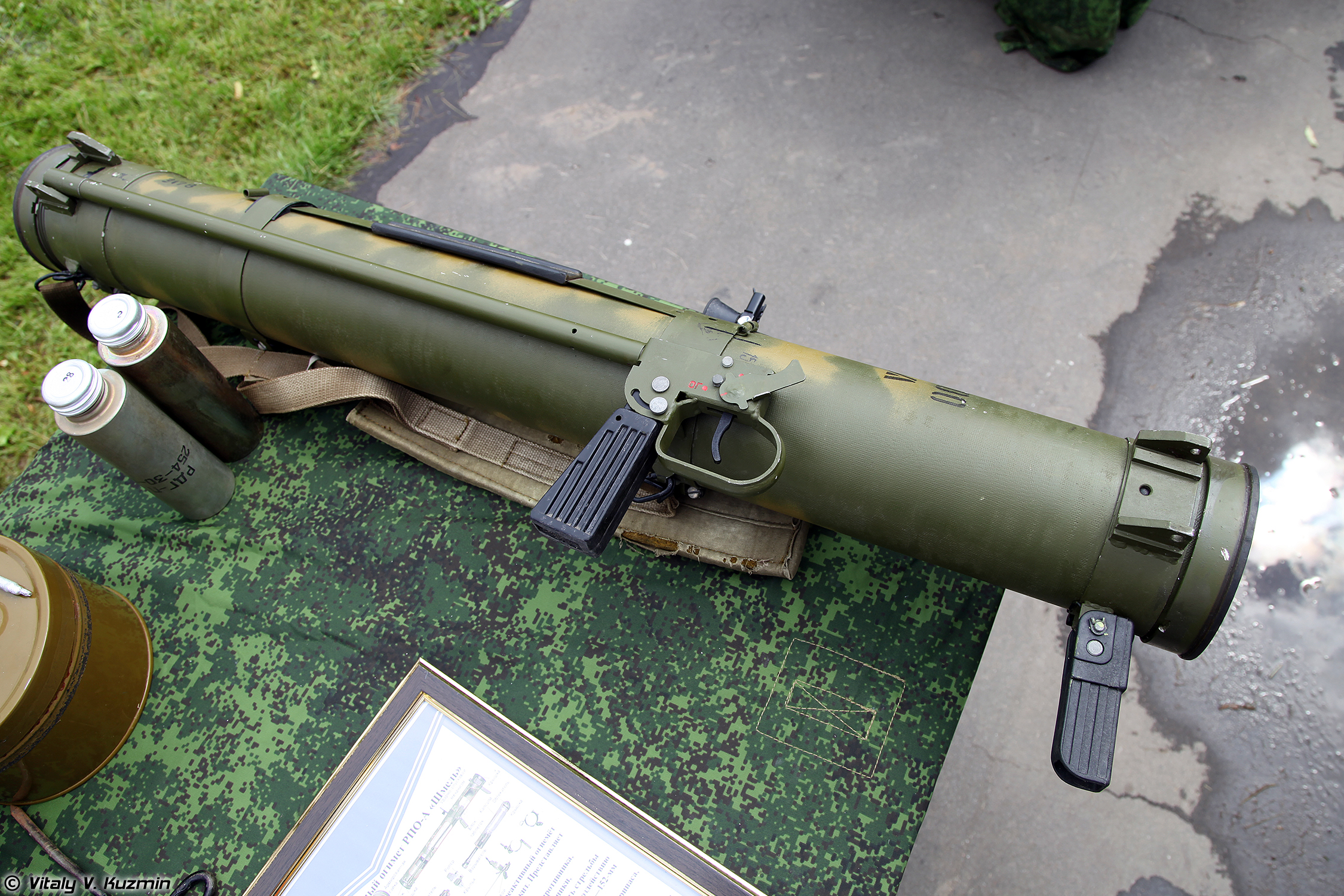
РПО-А
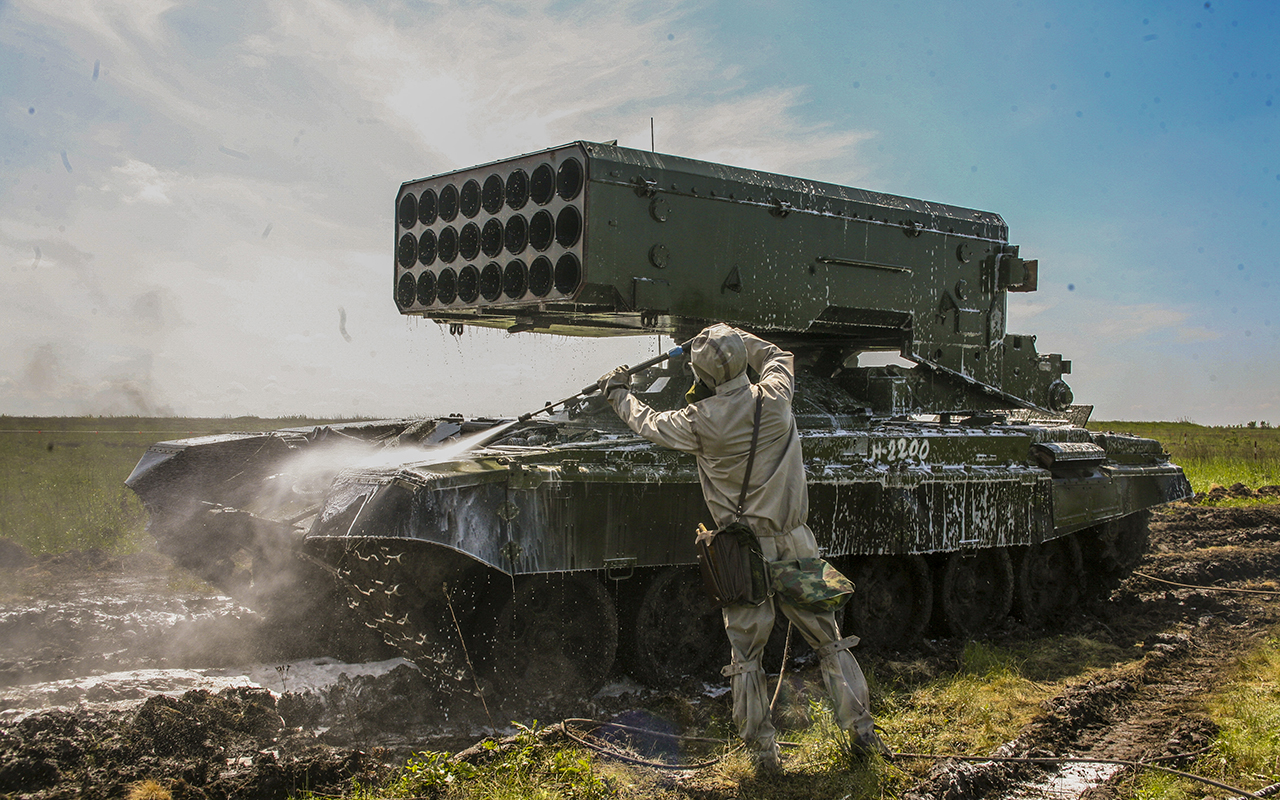
ТОС-1
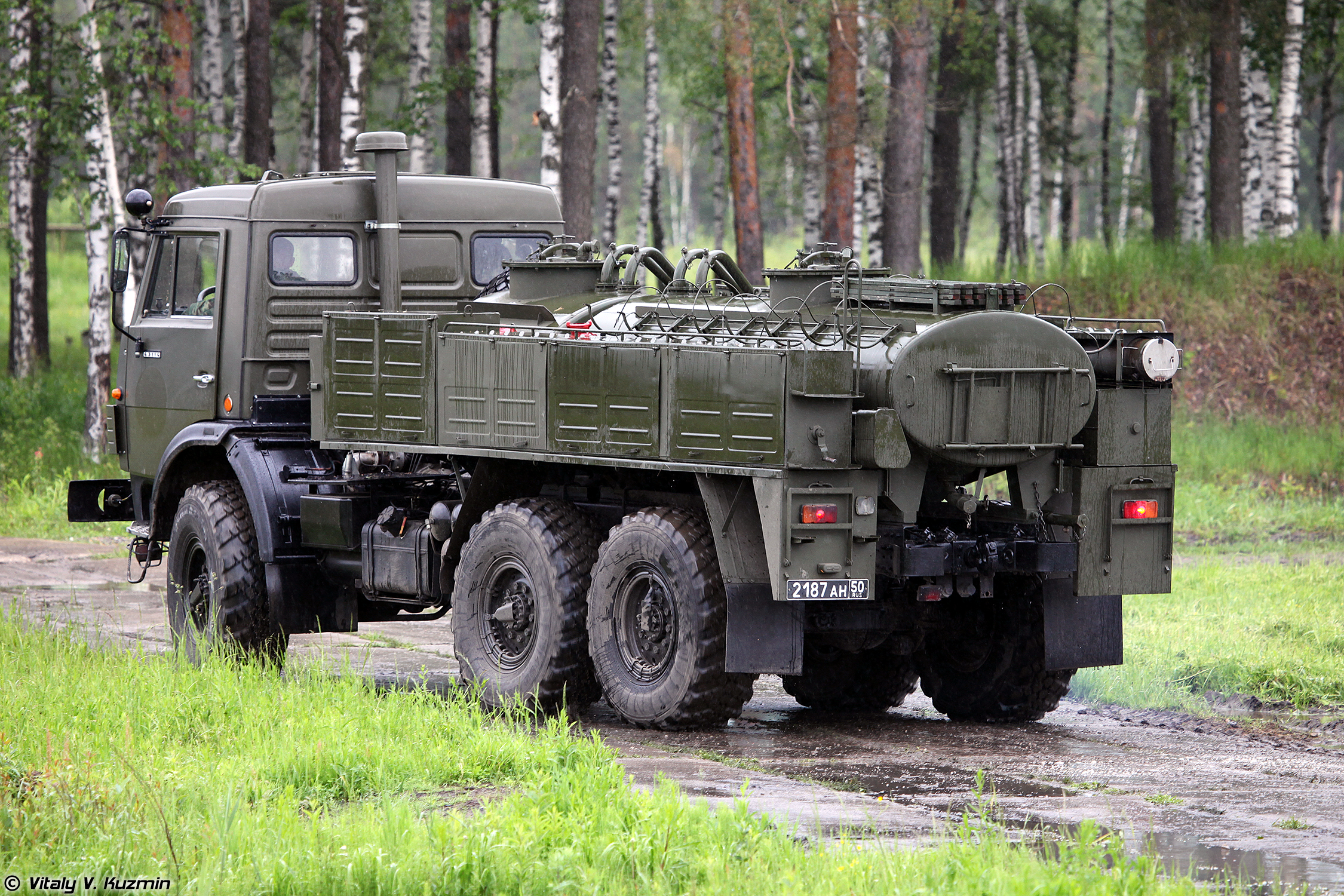
АРС-14